# راشد بن محمد آل مكتوم
الشيخ راشد بن محمد بن راشد آل مكتوم (12 نوفمبر 1981 – 19 سبتمبر 2015) أكبر أبناء الشيخ محمد بن راشد آل مكتوم نائب رئيس دولة الإمارات رئيس مجلس الوزراء حاكم دبي من الذكور من زوجته الأولى هند بنت مكتوم بن جمعة آل مكتوم. درس في دبي وتخرج من مدرسة راشد الخاصة، قبل أن ينتقل إلى أكاديمية ساندهيرست العسكرية الملكية البريطانية، ويتخرج منها عام 2002. عُرف راشد بن محمد بشغفه برياضة ركوب الخيل، وفي العام 2008 تولى أول منصب له باعتباره رئيساً للجنة الأولمبية الإماراتية.

## سيرة رياضية
- في 22 يوليو 1998 حل بالمركز الثاني في سباق ويكلوهيلز بإيرلندا.
- في 22 أغسطس 1998 توج بطلاً لبطولة ليزنبيرغ الدولية للتحدي لمسافة 130 كلم بسويسرا.
- حصل على الميدالية الذهبية ضمن فريق الإمارات الحائز على بطولة أوروبا المفتوحة للناشئين في دوناشاغن بألمانيا، في 14 أغسطس 1999.
- في 27 مايو 2000 تمكن من انتزاع لقب بطولة إيطاليا للقدرة لمسافة 160 كم.
- في 26 يوليو 2000 انتزع كأس آل مكتوم للقدرة بأيرلندا لمسافة 200 كم.
- في 29 أكتوبر 2000 توج بطلاً لسباق بيزاليو لمسافة 102 كم بإسبانيا.
- في 29 سبتمبر 2001 توج مشاركة فرسان الإمارات في بطولة أوروبا المفتوحة للقدرة بمنطقة بروجيا الإيطالية، بانتزاع الميدالية الذهبية في مسابقة الفردي.
- في 12 مايو 2002 توج بطلاً لسباق جائزة رئيس الدولة للقدرة بأستراليا لمسافة 200 كم على مدى يومين.
- حقق الفوز بلقب بطولة طيران الإمارات للقدرة «ماسترز» الذي أقيم في 19 مايو 2002 بأيرلندا، لمسافة 122 كم، كما توج بطلاً لسباق كأس إيرلندا للقدرة لمسافة 100 كلم.
- في 17 أغسطس 2002 توج بطلاً لبطولة فياكستين للقدرة «ماسترز» لمسافة 120 كم بإسبانيا.
- في 31 أغسطس 2002، شهدت إيطاليا تتويجه بلقب بطولة كوستا سميرالدا «ماسترز» لمسافة 120 كم.
- في مستهل مشاركاته صيف 2003 على الساحة الأوروبية توج بطلاً لسباق فرنسا للقدرة لمسافة 160 كم، والذي جرت فعالياته بمدينة لابول الفرنسية.
- في موسم 1999/98 تصدر ترتيب الفرسان في جائزة الإمارات العالمية لسباقات القدرة.
- بنهاية موسم 1999/98 توج رسمياً بطلاً لفرسان العالم، بعد أن تصدر التصنيف العالمي لفرسان القدرة.
- في 14 ديسمبر 2006 نال الميدالية الذهبية في أسياد الدوحة، لذلك أسماه العالم «بطل الأسياد» أو«سيد الأسياد»، ونال أيضاً على المستوى الفرقي الميدالية الذهبية.
- بلغ عدد المسابقات التي شاركت فيها خيوله حتى اليوم 159 سباقاً، وحصل على المركز الأول 25 مرة والثاني 32 مرة والثالث 13 مرة.

المصدر: جريدة النهار

## الوفاة
توفي رحمه الله إثر نوبه قلبيه عن عمر ناهز 33 عاماً في يوم السبت 5 ذي الحجة 1436هـ الموافق 19 سبتمبر 2015 ودفن في مقبرة أم هرير في بر دبي. له من الأبناء محمد بن راشد بن محمد بن راشد ال مكتوم .